# Frankenstein Legend of Terror
Frankenstein Legend of Terror (恐怖伝説 怪奇! フランケンシュタイン, Kyofu Densetsu Kaiki! Furankenshutain, litt. « Légende d'horreur – Mystère de Frankenstein ») est un téléfilm d'animation japonais produite par le studio d'animation Toei Animation et basée sur le roman de Frankenstein ou le Prométhée moderne de Mary Shelley ainsi que du comic Marvel The Monster of Frankenstein. 
D'une durée de 111 minutes, il fut diffusé pour la première fois le 27 juillet 1981 sur TV Asahi. 

## Synopsis
Région de Snowden, Pays de Galles, dans les années 1860. Le docteur Victor Frankenstein crée un monstre à partir de corps humains. Mais à la suite de cette expérience, en attaquant l'assistant du docteur, Skel, les deux tombent d'une falaise. Croyant qu'ils sont morts, le scientifique retourne vivre avec sa femme Elizabeth et sa fille Emily. Devenant de plus en plus paranoïaque, il fera tout pour se débarrasser des preuves de ses expériences et part à la chasse de son monstre.
Le monstre, trouvant la cabane du grand-père, avec lequel Emily passe le plus son temps, est d'abord hostile, puis se lie d'amitié avec les deux personnes : Emily lui donne le surnom Franken.

## Fiche technique
- Titre : Frankenstein Legend of Terror

- Titre original : 恐怖伝説 怪奇!フランケンシュタイン (Kyofu Densetsu Kaiki! Furankenshutain?, litt. « Légende d'horreur – Mystère de Frankenstein »)
- Réalisation : Yūgo Serikawa
- Scénario : Akiyoshi Sekai (d'après Mary Shelley)
- Musique : Kentarō Haneda
- Production : Yoshiaki Koizumi (pour TV Asahi), Toshio Katsuta (pour Toei Animation), Takeyuki Suzuki (pour Toei)
- Sociétés de production : TV Asahi, Toei
- Pays de production :  Japon
- Genre : Animation, fantasy, horreur, historique
- Durée : 111 minutes
- Format : Couleurs - 1,33:1 - Mono
- Date de première diffusion : 27 juillet 1981

## Distribution

### Voix originales
- Hôsei Komatsu : le monstre du docteur Frankenstein
- Mami Koyama : Emily Frankenstein
- Nachi Nozawa : le docteur Victor Frankenstein
- Kei Tomiyama : Skell, assistant du docteur
- Ichiro Nagai : le grand-père
- Minori Matsushima : Elizabeth Frankenstein
- Jōji Yanami : Inspecteur Bellbeau
- Keiko Yamamoto : la gouvernante
- Yoku Shioya : Phillip
- Makoto Terada : le président Dean
- Takashi Tanaka et Kaneto Shiozawa : des détectives

Source : Anime News Network

## Musique
La musique du téléfilm est composée par Kentarō Haneda. Une insert song (musique de scène), interprétée par Satoko Yamano (ja), est chantée par Emily dans le film. L'ending (générique de fin/fermeture) est quant à elle interprétée par Kumiko Kaori. 

La bande originale et un single, contenant ces deux génériques, sortent sous format de disques vinyle, respectivement en 33 tours et en 45 tours, en juillet 1981,.

### Bande originale
Liste des titres
Toute la musique est composée par Kentarō Haneda, sauf exceptions mentionnées ci-dessous.
| Face A | Face A             | Face A    | Face A         | Face A        | Face A | Face A | Face A | Face A | Face A |
| No     | Titre              | Paroles   | Musique        | Interprète    | Durée  |        |        |        |        |
| ------ | ------------------ | --------- | -------------- | ------------- | ------ | ------ | ------ | ------ | ------ |
| 1.     | Main Theme         |           |                |               | 4:05   |        |        |        |        |
| 2.     | A Scary Legend     |           |                |               | 5:20   |        |        |        |        |
| 3.     | Franken's Creation |           |                |               | 2:41   |        |        |        |        |
| 4.     | Bellbeau's Theme   |           |                |               | 3:13   |        |        |        |        |
| 5.     | Love is Far Away   |           |                |               | 3:23   |        |        |        |        |
| 6.     | A Sky for Two      | Akira Ito | Yusuke Hoguchi | Satoko Yamano | 1:40   |        |        |        |        |
| 23:46  |                    |           |                |               |        |        |        |        |        |

| Face B | Face B                      | Face B    | Face B  | Face B       | Face B | Face B | Face B | Face B | Face B |
| No     | Titre                       | Paroles   | Musique | Interprète   | Durée  |        |        |        |        |
| ------ | --------------------------- | --------- | ------- | ------------ | ------ | ------ | ------ | ------ | ------ |
| 1.     | Victor's Theme              |           |         |              | 2:20   |        |        |        |        |
| 2.     | Franken is Sad              |           |         |              | 5:35   |        |        |        |        |
| 3.     | Emily's Theme               |           |         |              | 3:29   |        |        |        |        |
| 4.     | Spectacle                   |           |         |              | 4:17   |        |        |        |        |
| 5.     | Requiem                     |           |         |              | 4:33   |        |        |        |        |
| 6.     | Epilogue: Flowers Every Day | Akira Ito |         | Kumiko Kaori | 3:44   |        |        |        |        |
| 23:58  |                             |           |         |              |        |        |        |        |        |